# صالح‌آباد (سلسله)
صالح‌آباد روستایی از توابع بخش مرکزی شهرستان سلسله در استان لرستان ایران است.

## جمعیت
این روستا در دهستان یوسف وند قرار دارد و بر اساس سرشماری مرکز آمار ایران در سال ۱۳۸۵، جمعیت آن ۲۸۲ نفر (۵۸ خانوار) بوده‌است.